# Весёлый (Каневской район)
Весёлый — посёлок в Каневском районе Краснодарского края России.
Входит в состав Челбасского сельского поселения.

## География
Расположен на реке Средняя Челбаска.

## Население
| 2002 | 2010 | 2021 |
| ---- | ---- | ---- |
| 46   | ↗376 | ↘23  |